# Departamentele Guatemalei
| #  | Departament    | Capitala              | Suprafata (km²) |  |
| -- | -------------- | --------------------- | --------------- |  |
| 1  | Alta Verapaz   | Cobán                 | 8.686           |  |
| 2  | Baja Verapaz   | Salamá                | 3.124           |  |
| 3  | Chimaltenango  | Chimaltenango         | 1.979           |  |
| 4  | Chiquimula     | Chiquimula            | 2.376           |  |
| 5  | El Petén       | Flores                | 35.854          |  |
| 6  | El Progreso    | Guastatoya            | 1.922           |  |
| 7  | El Quiché      | Santa Cruz del Quiché | 8.378           |  |
| 8  | Escuintla      | Escuintla             | 4.384           |  |
| 9  | Guatemala      | Guatemala-oraș        | 2.126           |  |
| 10 | Huehuetenango  | Huehuetenango         | 7.400           |  |
| 11 | Izabal         | Puerto Barrios        | 9.038           |  |
| 12 | Jalapa         | Jalapa                | 2.063           |  |
| 13 | Jutiapa        | Jutiapa               | 3.219           |  |
| 14 | Quetzaltenango | Quetzaltenango        | 1.951           |  |
| 15 | Retalhuleu     | Retalhuleu            | 1.856           |  |
| 16 | Sacatepéquez   | Antigua               | 465             |  |
| 17 | San Marcos     | San Marcos            | 3.791           |  |
| 18 | Santa Rosa     | Cuilapa               | 2.955           |  |
| 19 | Sololá         | Sololá                | 1.061           |  |
| 20 | Suchitepéquez  | Mazatenango           | 2.510           |  |
| 21 | Totonicapán    | Totonicapán           | 1.061           |  |
| 22 | Zacapa         | Zacapa                | 2.690           |  |